# Eduardo Ernesto Pereira da Silva
Eduardo Ernesto Pereira da Silva, primeiro e único barão de São João del-Rei (São João del-Rei, batizado em 6 de fevereiro de 1825 -  São João del-Rei, 30 de junho de 1881) foi um médico e nobre brasileiro.
Filho do Comendador Francisco Joaquim de Araújo Pereira da Silva e de Josefa Amália Alves da Silva, foi batizado pelo padre Miguel de Noronha Peres em 6 de fevereiro de 1825 na Igreja Matriz de Nossa Senhora do Pilar.
Formou-se pela Faculdade de Medicina do Rio de Janeiro, granjeando ótima reputação no exercício da medicina, tendo inclusive exercido a provedoria da Santa Casa de Misericórdia da capital do Império Brasileiro.
Em 31 de janeiro de 1853 casou-se na Igreja Matriz de Nossa Senhora do Porto do Turvo com Guilhermina Cândida da Conceição, nascida em Andrelândia em 16 de junho de 1838, filha de João Gualberto de Carvalho e de Ana Inácia Ribeiro do Vale, mais tarde Barão e Baronesa de Cajuru. 
Transferiu-se, mais tarde, para sua terra natal, onde pertenceu a diversas Irmandades Religiosas, lecionou filosofia racional, moral e princípios de Direito natural em importante colégio ali mantido pelo Governo Provincial e exerceu a presidência da Filarmônica San Joanense.
Foi agraciado com o título de Barão de São João del-Rei por Decreto Imperial em 3 de setembro de 1871, e foi também cavaleiro da Imperial Ordem de Cristo e oficial da Imperial Ordem da Rosa.
Por duas vezes, quando D. Pedro II esteve na cidade de São João del-Rei, ficou o Imperador hospedado na casa do Barão, um imponente sobrado que ergue-se majestoso no Largo São Francisco.
Faleceu em sua terra natal em 30 de junho de 1881 e foi sepultado no cemitério da Igreja de São Francisco de Assis.